# Ixhuacán de los Reyes
Ixhuacán de los Reyes là một đô thị thuộc bang Veracruz, México. Năm 2005, dân số của đô thị này là 9933 người.